# Bahía Asunción
Bahía Asunción är en ort i Mexiko.   Den ligger i kommunen Mulegé och delstaten Baja California Sur, i den västra delen av landet, 1 800 km nordväst om huvudstaden Mexico City. Bahía Asunción ligger 14 meter över havet och antalet invånare är 1 484.
Terrängen runt Bahía Asunción är platt. Havet är nära Bahía Asunción söderut.  Det finns inga andra samhällen i närheten. 